# Wimbledon 2025 (rolstoelvrouwendubbel)
Op Wimbledon 2025 speelden de rolstoelvrouwen de wedstrijden in het dubbelspel van woensdag 9 tot en met zondag 13 juli 2025 in de Londense wijk Wimbledon.

## Toernooisamenvatting
Titelverdedigsters Yui Kamiji en Kgothatso Montjane waren ongeplaatst. Zij werden al in de eerste ronde uitgeschakeld.
Het eerste reekshoofd werd gevormd door Manami Tanaka (Japan) en Zhu Zhenzhen (China). Ook zij sneuvelden in de eerste ronde.
Het als tweede geplaatste Chinese duo Li Xiaohui en Wang Ziying won het toernooi. In de finale versloegen zij het ongeplaatste koppel Angélica Bernal en Ksénia Chasteau in twee sets. Het was hun tweede gezamenlijke grandslamtitel.
Er waren vier Nederlandse deelneemsters:
- Diede de Groot met de Britse Lucy Shuker aan haar zijde, bereikte de halve finale waarin zij verloren van Angélica Bernal en Ksénia Chasteau.
- Het team Lizzy de Greef en Aniek van Koot verloor hun openingspartij.
- Jinte Bos (invaller voor Jiske Griffioen), geflankeerd door de Britse Cornelia Oosthuizen, kwam evenmin voorbij de eerste ronde.

## Geplaatste teams
| Nr. | Team                       | Resultaat    | Uitgeschakeld door              |
| --- | -------------------------- | ------------ | ------------------------------- |
| 1.  | Manami Tanaka Zhu Zhenzhen | eerste ronde | Angélica Bernal Ksénia Chasteau |
| 2.  | Li Xiaohui Wang Ziying     | winnaressen  | winnaressen                     |

### Prijzengeld
Bron: 
| Resultaat    | Prijzengeld (per team) |
| ------------ | ---------------------- |
| winnaressen  | £ 30.000               |
| finale       | £ 15.000               |
| halve finale | £ 9.000                |
| eerste ronde | £ 5.500                |

## Toernooischema
| Legenda | Legenda                  |
| ------- | ------------------------ |
| Q       | Qualifier                |
| WC      | Deelname via wildcard    |
| LL      | Lucky Loser              |
| r       | Opgave / trok zich terug |
| w/o     | Walk-over                |
| Alt     | Invaller, Alternate      |
| SE      | Special Exempt           |
| PR      | Protected Ranking        |
| d       | Diskwalificatie          |

- ITF-ranglijstpositie dubbelspel op 7 juli tussen haakjes.[2]

|  | eerste ronde | eerste ronde                                 | eerste ronde               | eerste ronde           | eerste ronde |                                        |                                   | halve finale | halve finale | halve finale | halve finale | halve finale |  |  | finale | finale                          | finale | finale | finale |
|  |              |                                              |                            |                        |              |                                        |                                   |              |              |              |              |              |  |  |        |                                 |        |        |        |
|  | 1            | Manami Tanaka Zhu Zhenzhen (3+5=8)           | 3                          | 67                     |              |                                        |                                   |              |              |              |              |              |  |  |        |                                 |        |        |        |
|  |              | Angélica Bernal Ksénia Chasteau (10+11=21)   | 6                          | 7                      |              |                                        |                                   |              |              |              |              |              |  |  |        |                                 |        |        |        |
|  |              | Angélica Bernal Ksénia Chasteau (10+11=21)   | 6                          | 7                      |              | Angélica Bernal Ksénia Chasteau        | 6                                 | 6            |              |              |              |              |  |  |        |                                 |        |        |        |
|  |              |                                              |                            |                        |              | Angélica Bernal Ksénia Chasteau        | 6                                 | 6            |              |              |              |              |  |  |        |                                 |        |        |        |
|  |              |                                              | Diede de Groot Lucy Shuker | 3                      | 4            |                                        |                                   |              |              |              |              |              |  |  |        |                                 |        |        |        |
|  |              | Lizzy de Greef Aniek van Koot (17+1=18)      | Diede de Groot Lucy Shuker | 3                      | 4            | 4                                      | 3                                 |              |              |              |              |              |  |  |        |                                 |        |        |        |
|  |              | Lizzy de Greef Aniek van Koot (17+1=18)      |                            |                        |              | 4                                      | 3                                 |              |              |              |              |              |  |  |        |                                 |        |        |        |
|  |              | Diede de Groot Lucy Shuker (14+7=21)         | 6                          | 6                      |              |                                        |                                   |              |              |              |              |              |  |  |        |                                 |        |        |        |
|  |              |                                              |                            |                        |              |                                        |                                   |              |              |              |              |              |  |  |        | Angélica Bernal Ksénia Chasteau | 3      | 1      |        |
|  |              |                                              | 2                          | Li Xiaohui Wang Ziying | 6            | 6                                      |                                   |              |              |              |              |              |  |  |        |                                 |        |        |        |
|  |              | Jinte Bos Cornelia Oosthuizen (8+31=39)      | 4                          | 7                      | 4            |                                        |                                   |              |              |              |              |              |  |  |        |                                 |        |        |        |
|  |              | Macarena Cabrillana Saki Takamuro (30+12=42) | 6                          | 5                      | 6            |                                        |                                   |              |              |              |              |              |  |  |        |                                 |        |        |        |
|  |              | Macarena Cabrillana Saki Takamuro (30+12=42) | 6                          | 5                      | 6            |                                        | Macarena Cabrillana Saki Takamuro | 2            | 2            |              |              |              |  |  |        |                                 |        |        |        |
|  |              |                                              |                            |                        |              |                                        | Macarena Cabrillana Saki Takamuro | 2            | 2            |              |              |              |  |  |        |                                 |        |        |        |
|  |              | 2                                            | Li Xiaohui Wang Ziying     | 6                      | 6            |                                        |                                   |              |              |              |              |              |  |  |        |                                 |        |        |        |
|  |              | 2                                            | Li Xiaohui Wang Ziying     | 6                      | 6            | Yui Kamiji Kgothatso Montjane (2+9=11) | 4                                 | 64           |              |              |              |              |  |  |        |                                 |        |        |        |
|  |              |                                              |                            |                        |              | Yui Kamiji Kgothatso Montjane (2+9=11) | 4                                 | 64           |              |              |              |              |  |  |        |                                 |        |        |        |
|  | 2            | Li Xiaohui Wang Ziying (6+4=10)              | 6                          | 7                      |              |                                        |                                   |              |              |              |              |              |  |  |        |                                 |        |        |        |